# أونير أركان
أونير أركان (بالتركية: Öner Erkan)‏ هو ممثل تركي، ولد في 4 يناير 1980 في تركيا.

## الحياة العملية
بدأ اونير اركان التمثيل في سن الخامسة عشر وتخرج من قسم المسرح بجامعة 9 أيلول. بين عامي 2003 و2004، وعمل في مسرحيات مختلفة في مسرح مدينة إسطنبول. مثل مسرحيات في Avrupa Yakası ولاحقًا مثل في المسلسل الكوميدي İki Aile بشخصية فريد بموكتشو أوغلو. ظهر اونير أيضًا في أفلام مثل Organize İşler وSon Osmanlı Yandım Ali وHırsız Var؛ وسُنّت له أدوار قيادية في Kağıt و7 Kocalı Hürmüz. فاز بجائزة جولدن أورانج لأفضل ممثل رائد عن دوره في بورنوفا بورنوفا. وحاليًا يمثل في المسلسل التلفزيوني المشهور الحفرة بدور سليم كوشوفالي الذي كتبه جوكهان هورزوم.

## أعمال

### أفلام
- (2005) ركوب السجادة السحرية[2]
- (2018) شجرة الكمثرى البرية

## وصلات خارجية
- اونير اركان على موقع IMDb (الإنجليزية)
- اونير اركان على موقع ألو سيني (الفرنسية)
- اونير اركان على موقع ميوزك برينز (الإنجليزية)
- اونير اركان على موقع قاعدة بيانات الأفلام السويدية (السويدية)
- اونير اركان على موقع قاعدة بيانات الفيلم (الإنجليزية)
- اونير اركان على موقع كينوبويسك (الروسية)